# 체리시 (NEWS의 노래)
〈체리시〉(チェリッシュ 체릿슈[*])는 NEWS의 3번째 싱글이다.

## 개요
초회 생산 한정반과 통상반은 자켓 디자인·수록곡이 다르다. 본작으로 NEWS는 메이저 데뷔 싱글 〈희망~Yell~〉이래, 오리콘 차트에서 3작 연속의 첫 등장 1위를 획득. 1998년의 KinKi Kids에 이어, 오리콘 사상 4번째의 기록이 된다.
본작의 발매를 기념하여, 하라쥬쿠 YM스퀘어에 기념물 〈Cherish-Heart〉가 설치되었다. 이 기념물은, 붉은 장미로 본떠진 하트형에, 금빛의 종을 다룬 것으로, 하트형을 둘러싼 유리 케이스에는 〈체리시 중요한 사람에게 NEWS & MUSIC〉라고 페인트되어 있다.

## 수록곡

### 초회 생산 한정반
1. チェリッシュ / 체리시
작사·작곡·편곡: 후쿠시 켄타로
  - 야마시타 토모히사가 출연한 CM, TBC 〈Good News〉캠페인 송. 2006년에 NEWS의 활동 중단이 발표되었을 때, 팬들 사이에 〈체리시〉를 착신음 다운로드수 랭킹의 상위에 랭크 인 시키려는 움직임이 있어, 활동 중단 직전의 동년 4월에는 랭킹 TOP10로 부상했다.
2. Party Time
작사: zopp / 작곡: Henric Uhrbom, Julius Bengtsson, Anders Bergstrom / 편곡: 나카니시 료스케
  - 코야마 케이치로가 퍼스낼리티를 맡은 라디오 프로그램, 《NEWS의 Party Time》 (분카 방송) 테마 송. 동 곡의 타이틀이 그대로 프로그램명으로도 사용되었다.
3. SHOCK ME
작사: 콘도 나츠코 / 작곡: 이이다 타케히코 / 편곡: 스즈키 마사야
4. チェリッシュ（オリジナル・カラオケ）

사양·봉입 특전
- 2번접힘 4페이지 소책자
- NEWS 오리지널 스티커
- 픽처 라벨

### 통상반
1. チェリッシュ / 체리시
2. Party Time
3. Devil or Angel
작사: H.U.B / 작곡: m-takeshi / Rap: Lowarth

사양·봉입 특전
- 2번접힘 4페이지 소책자